# Euscalpellum rostratum
Euscalpellum rostratum is een rankpootkreeftensoort uit de familie van de Scalpellidae. De wetenschappelijke naam van de soort is voor het eerst geldig gepubliceerd in 1851 door Darwin.